# هرمان شولتز دلیچ
فرانتز هرمان شولتزه-دلیچ (به آلمانی: Franz Hermann Schulze-Delitzsch) ‏(۱۸۰۸–۱۸۸۳) از بنیان‌گذاران تعاون‌گرایی مدرن بود.
او پایه‌گذار قانون تعاونی آلمان نیز بوده‌است. او بر حق مشارکت اعضا در مدیریت تعاونی‌ها (اصل دموکراسی مستقیم) تأکید داشت.
شولتز دلیچ به عنوان یک لیبرال که هم با لیبرالیستهای منچستر و هم با سوسیالیستها مخالف بود، رهیافتی معتدل را بین فردگرایی و جمع گرایی انتخاب کرد.
او عامل اعتماد به توانایی‌ها و نیز اجتماع افراد برای تقویت موقعیت‌های فردی شان را به عنوان اصل بنیادین شرکت‌های تعاونی جدید کشف کرد.
خودیاری متقابل و آزادانه، مسوولیت پذیری فردی و همبستگی افراد ذی‌نفع در زمرهٔ عقایدی بودند که تلاش‌های تعاونی شولتز دلیج بر پایهٔ آن هااستوار شده بودند.
تعاونی‌های شولتسه دلیچ و فردریش ویلهلم رایفایزن Friedrich Wilhelm Reiffeisen بر مبنای اصل عضویت و انصراف اختیاری اعضا در شرکت‌های تعاونی ایجاد شده بودند؛ تعاونی‌هایی که اساساً نقش کمکی و تکمیلی داشتند، به گونه‌ای که اعضا قسمت‌های معینی از محصولات خود را از طریق آنان عرضه می‌کردند.
انواع جدید سازمان‌های تعاونی که شولتز دلیج و رایفایزن ایجاد نمودند (مانند تعاونی‌های اعتبار تک منظوره و تعاونی‌های اعتبار فروش کالا و تعاونی‌های تأمین نیاز تجار و پیشه وران) موفقیت‌های آغازین آنان بود و بعدها به عنوان الگویی برای سالیان بعدی مورد استفاده قرار گرفت.
شولتز دلیچ در سال ۱۸۴۹ " تعاونی‌های مواد اولیه " را برای پینه دوزها و نجاران در زادگاهش دایر نمود. این‌ها در واقع، نخستین تعاونی‌های خرید کالا بودند. به دنبال این اقدامات در سال ۱۸۵۰ " موسسه وام‌های اشتراکی " که در سال ۱۸۵۲ مورد تجدید ساختار قرار گرفت، تشکیل شد. هنگامی که شولتز دلیش، تجارب اولیه خود را به صورت مکتوب در می‌آورد، نام " بانک مردم " را برای آن‌ها برگزید.
دلیچ در سال ۱۸۵۹ اداره مرکزی موسسات وام و اعتبارات اشتراکی آلمان را بنانهاد و خود مدیریت آن را به عهده گرفت.
وی در تلاش برای تحکیم جایگاه قانونی شرکت‌های تعاونی که او به عنوان یک شکل متمایز و جدید از سازمان‌های تجاری ایجاد نموده بود، موفق شد قانون ویژه در زمینه شرکت‌های تعاونی به تصویب برساند. این قانون برای نخستین بار در سال ۱۸۶۷ در پروس، در سال ۱۸۶۸ در شمال آلمان و در نهایت در سال ۱۸۷۱ در کل آلمان به اجرا درآمد.

## اصول مکتب شولتز دلیچ
عقیده اساسی شولتز دلیتچ در شرکت‌های تعاونی اعتبار بر اصل عدم تمرکز استوار بود. وی معتقد به یک شرکت بسیار وسیع و پراکنده بود که تمام اجزای آن هرکدام یک شرکت اعتباری کامل و مستقل باشند.
اصول مکتب شولتز رامی توان به شرح زیر خلاصه کرد:
1. برای عضویت در شرکت تعاونی خرید سهم و تأمین سرمایه به وسیله اعضاء ضرورت دارد و دخالت و کمک دولت و سازمان‌های خیریه در یاری دادن به سرمایه شرکت تعاونی ممنوع شناخته شده‌است و به‌طور خلاصه اساس این شرکت‌ها صرفاً بر خود یاری تأکید دارد.
2. مسئولیت اعضاء محدود و متناسب با مبلغ سهامی است که هر یک از اعضاء در صندوق تعاونی دارند.
3. منطقه عمل شرکت و تعداد اعضاء به هیچوجه محدود نیست.
4. مازاد عواید و سود ویژه شرکت طبق معمول در سایر شرکت‌های تعاونی به نسبت همکاری اعضاء بین آن‌ها تقسیم می‌گردد.
5. سرمایه شرکت باید به‌طور مداوم از محل ذخیره اجباری تقویت و رو به فزونی برود، به طوری که شرکت در موقع بحران اقتصادی و ضررهای احتمالی و غیر مترقبه قدرت مقاومت داشته باشد.

اصولی که شولتز دلیش پایه‌گذاری کرد به علت آسانی طرز کار و انطباق با واقعیات زندگی و احتیاجات طبقات کم درآمد نظر و مورد استقبال شدید مردم قرار گرفت.